# Operation: Mindcrime II

Operation : Mindcrime 2 est le 10e album studio du groupe Queensrÿche sorti en 2006.

## Chansons de l'album
1. Freiheit Ouverture - 1 min 36 s
2. Convict - 0 min 10 s
3. I'm American - 2 min 54 s
4. One Foot In Hell - 4 min 13 s
5. Hostage - 4 min 30 s
6. The Hands - 4 min 37 s
7. Speed Of Light - 3 min 12 s
8. Signs Say Go - 3 min 17 s
9. Re-Arrange You - 3 min 12 s
10. The Chase - 3 min 08 s
11. Murderer? - 4 min 34 s
12. Circles - 2 min 58 s
13. If I Could Change It All - 4 min 28 s
14. An Intentional Confrontation - 2 min 32 s
15. A Junkie's Blues - 3 min 42 s
16. Fear City Slide - 4 min 58 s
17. All The Promises - 5 min 12 s